# Jonathan Creek
Jonathan Creek (Jonathan Creek) est une série télévisée britannique. Elle est composée d'un pilote de 100 minutes, de 22 épisodes de 50 minutes, de deux épisodes de 90 minutes et de deux épisodes de 120 minutes, créée par David Renwik et diffusée entre le 10 mai 1997 et le 28 décembre 2016 sur BBC One.
En France, la série a été diffusée à partir du 9 mai 2003 sur Festival puis sur France 4 en version originale sous-titrée. L'épisode spécial de Noël de 1998 ainsi que tous les épisodes postérieurs à la saison 4 y sont inédits.

## Synopsis
L'assistant d'un magicien, créateur de ses tours, Jonathan Creek, accompagné d'une journaliste, Maddie Magellan puis par la suite par Carla Borrego, Joey Ross et enfin Poly Creek (sa femme) résout des enquêtes (souvent des meurtres) dont le déroulement semble inexplicable et impossible (meurtre dans une pièce close sans retrouver l'assassin à l'intérieur, par exemple).

## Distribution
- Alan Davies : Jonathan Creek
- Caroline Quentin : Maddie Magellan (Saisons 1 à 3 + Spécial Noël 1998)
- Julia Sawalha : Carla Borrego (Spécial Noël 2001 + Saison 4)
- Sheridan Smith : Joey Ross  (Episodes Spéciaux 2009 à 2013)
- Sarah Alexander : Poly Creek (Episodes Spéciaux 2013 à 2016 + Saison 5)
- Stuart Milligan : Adam Klaus (Saisons 2 à 4)
- Adrian Edmondson : Brendan Baxter (Saison 4)

On pourra remarquer aussi la présence de guests d'autres séries britanniques à succès : Les trois actrices principales de la sitcom Six Sexy y apparaissent (Kate Isitt et Gina Bellman chacune dans un épisode et Sarah Alexander depuis l'épisode spécial 2013 y tient un rôle en tant que personnage principal, la femme de Jonathan) ou de Bill Bailey et Tamsin Greig de Black Books. Anthony Stewart Head tient le rôle d'Adam Klaus dans le pilote de la série mais n'a pas pu continuer dans la série à la suite de son engagement dans le rôle de Giles dans Buffy contre les vampires.

## Épisodes

### Première saison (1997)
1. Le tombeau magique (The Wrestler's Tomb) 90 minutes
2. Jack, le diable à ressort (Jack in the Box ) 60 minutes
3. Chirurgie d’un meurtre (The Reconstituted Corpse ) 60 minutes
4. Sur les traces de Tracy (No Trace of Tracy) 60 minutes
5. La Maison des singes  (The House of Monkeys) 60 minutes

### Deuxième saison (1998)
1. Danse macabre (Danse macabre)
2. La Fuite du temps (Time Waits for Norman)
3. Pot-pourri en toile de fond (The Scented Room)
4. Drame à Gallows Gate partie 1 (The Problem at Gallows Gate, part 1)
5. Drame à Gallows Gate partie 2 (The Problem at Gallows Gate, part 2)
6. Fenêtre sur meurtre (Mother Redcap)

### Hors saison: Spécial Noël (1998)
1. titre français inconnu (Black Canary) 90 minutes

### Troisième saison (1999/2000)
1. Pacte avec le diable (The Curious Tale of Mr Spearfish)
2. Rêves prémonitoires (The Eyes of Tiresias)
3. L’Homme d’Oméga (The Omega Man)
4. Une histoire de fantômes (Ghost’s Forge)
5. Les Sosies (Miracle in Crooked Lane)
6. Châtiment vaudou (The Three Gamblers)

### Hors saison: Spécial Noël (2001)
1. La cheminée de Satan (Satan's Chimney) 120 minutes

### Quatrième saison (2003/2004)
Cette saison, dont les trois premiers épisodes ont été diffusés près d'un an avant les trois derniers est souvent coupée en deux saisons distinctes : Saison 4 (2003, pour les trois premiers épisodes) et Saison 5 (2004, pour les trois derniers).
1. La Toque de trappeur (The Coonskin Cap) 60 minutes
2. Cheveux d’ange (Angel Hair) 60 minutes
3. Le Porte-manteau du couturier (The Tailor’s Dummy) 60 minutes
4. Le Voyant des sables (The Seer of the Sands) 60 minutes
5. La Boîte à damiers (The Chequered Box) 60 minutes
6. Le Bois des Gorgones (Gorgons Wood) 60 minutes

### Hors saison: Spécial Jour de l'An (2009)
1. titre français inconnu (The Grinning Man) 120 minutes

### Hors saison: Spécial Pâques (2010)
1. titre français inconnu (The Judas Tree) 90 minutes

### Hors saison: Spécial Pâques (2013)
1. titre français inconnu (The Clue of the Savant's Thumb) 90 minutes

### Cinquième saison (2014)
1. titre français inconnu (The Letters Of Septimus Noone) 60 minutes
2. titre français inconnu (The Sinner and the Sandman) 60 minutes
3. titre français inconnu (The Curse Of The Bronze Lamp) 60 minutes

### Hors saison: Spécial Noël (2016)
1. Titre français inconnu (Daemons' Roost) 90 minutes

## Récompenses
- British Academy Television Award 1998 : Meilleure série dramatique

## Commentaires
La musique du générique est une variation basée sur la Danse macabre de Camille Saint-Saëns.